# الغرب البطئ
الغرب البطئ هو فيلم حركة تم إنتاجه في نيوزيلندا والمملكة المتحدة وصدر في سنة 2015. من بطولة مايكل فاسبندر وكودي سميت-ماكفي.

## القصة
يسافر شاب اسكتلندي في جميع أنحاء أمريكا[ ؟ ] سعيا وراء المرأة التي يحبها، جذب انتباه رجل يحاول أن يتخذها كدليل

## الميزانية والإيرادات
حقق أرباحا تقدر بـ 229094 دولار.

## وصلات خارجية
- الغرب البطئ على موقع IMDb (الإنجليزية)
- الغرب البطئ على موقع ميتاكريتيك (الإنجليزية)
- الغرب البطئ على موقع روتن توميتوز (الإنجليزية)
- الغرب البطئ على موقع نتفليكس (الإنجليزية)
- الغرب البطئ على موقع قاعدة بيانات الأفلام العربية
- الغرب البطئ على موقع ألو سيني (الفرنسية)
- الغرب البطئ على موقع أول موفي (الإنجليزية)
- الغرب البطئ على موقع بوكس أوفيس موجو (الإنجليزية)
- الغرب البطئ على موقع فيلمافينيتي (الإسبانية)
- الغرب البطئ على موقع قاعدة بيانات الفيلم (الإنجليزية)